# Réforme des collectivités territoriales ivoiriennes
La réforme des collectivités territoriales en Côte d'Ivoire représente l'ensemble des transformations administratives, juridiques et financières misent en œuvre pour l'indépendance en 1960 afin de décentraliser l'administration publique, renforcer l'autonomie des collectivités locales et promouvoir le développement local. Ce déroulement marque plusieurs étapes importantes, visant à transférer les compétences et les ressources de l'Etat aux collectivités territoriales entre autre les communes, régions, département et districts tout en encourageant une gouvernance participative et une réduction des disparités régionales. Malgré des avancés significatives, cette réforme fait face à des défis structurels, financiers et politiques.

## Historique
La communalisation en Côte d'Ivoire débute sous la colonisation française avec la création par la loi n° 55-1489 du 18 novembre 1955, des trois premières communes: Abidjan, Grand-bassam et Bouake. En 1978, une reforme marquante est adoptée, elle entre en vigueur en 1980. Celle-ci permet d'agrandir le nombre de communes et leurs champs d'actions. Cette dynamique se poursuit en 1985 avec l'augmentation du nombre de communes, ensuite en 1995, lorsque les chefs-lieux de sous préfectures sont transformés en communes. Bien que la création de communauté rurale soit envisagée, cette idée est abandonnée avec l'adoption de la constitution de 2000, qui donne la libre administration aux collectivités territoriales. 
Depuis l'indépendance en 1960, la Côte d'Ivoire restructure progressivement son organisation territoriale pour répondre au besoins de développement et de gouvernance locale. Le territoire national est entièrement subdivisé en circonscriptions communales en 2006, marquant une étape clé dans la décentralisation. Sous la présidence de Laurent Gbagbo, le nombre de commune a explosé, dépassant les 1300 existantes. En 2011, une réorganisation majeure réduit ce nombre à 197 communes. Les départements et villes, en tant que collectivités territoriales, sont supprimés laissant place au communes et aux régions comme principaux niveaux de décentralisation. La loi n°2014-451 du 5 aout 2014 clarifie l'organisation générale de l'administration territoriale, confirmant la région comme une collectivité composée d'au moins deux départements, avec des compétences élargies. 

## Objectif de la réforme
La décentralisation en  Côte d'ivoire transfère des compétences de l'Etat central aux collectivités territoriales(régions, départements, communes) pour appliquer le principe de subsidiarité, autonomiser les populations dans la gestion locale, favoriser un développement participatif, transformer les collectivités en pôles de croissance économique et sociale, réduire les disparités régionales et promouvoir la démocratie, la transparence et la bonne gouvernance.

## Reforme récente(2011-2025)
Depuis 2011, la Cote d'ivoire modernise la décentralisation:

### Réorganisation territoriale:
Le pays compte 31 régions, 2 districts autonomes, 12 districts, 107 département, 510 sous préfecture, 197 communes et 800 villages.

### Renforcement des capacités:
La réforme des collectivités territoriales en Cote d'ivoire s'appuie sur des institutions clés pour renforcer les capacités locales:
L'Institut Naturel de Renforcement de Capacités des Collectivités Territoriales (INRCCT) forme les acteurs locaux pour améliorer leurs compétences en gestion, le Comité National des Finances Locales (CNFL) sécurise le financement des collectivités pour garantir leur viabilité économique, et la réforme de la Fonction Publique Territoriale(FPT) modernise la gestion des ressources humaines favorisant une administration locale plus efficace et professionnelle.

## Perspectives
Le Plan National de Développement (PND) 2021-2025, doté de 5 413,4 milliards de FCFA, accélère la transformation économique et renforce les infrastructures locales, en ciblant l'accès à l'eau, l'électricité, la santé et l'éducation.